# Burt Mustin
Burt Mustin, nato Burton Hill Mustin (Pittsburgh, 8 febbraio 1884 – Glendale, 28 gennaio 1977), è stato un attore statunitense.
Ha recitato in oltre 60 film dal 1951 al 1976 ed è apparso in oltre 110 produzioni televisive dal 1951 al 1976. È stato accreditato anche con il nome Bert Mustin.

## Biografia
Figlio di un agente di cambio, si laureò al Pennsylvania Military College nel 1903 in ingegneria civile. Lavorò per qualche tempo come ingegnere e, dal 1916, come venditore di auto. Quando l'industria automobilistica cominciò a soffrire a causa della seconda guerra mondiale passò a lavorare come agente finanziario per il Better Business Bureau e per la Camera di Commercio. Nel 1921 diventò presentatore di uno spettacolo di varietà in onda su una stazione radio di Pittsburgh e cominciò ad apparire in produzioni teatrali nell'area natia. Divenne inoltre un membro della Barbershop Harmony Society. Dopo essere andato in pensione, Mustin si trasferì a Tucson, in Arizona. Qui fu contattato dal regista William Wyler, che lo aveva notato in una produzione teatrale di Detective Story. Wyler gli chiese di interpretare una parte nella trasposizione cinematografica dell'opera e Mustin accettò. Fece quindi il suo debutto a 67 anni nel mondo del cinema nel film Pietà per i giusti (1951).
Intraprese poi in parallelo una prolifica carriera televisiva interpretando molti personaggi, in gran parte secondari, in numerosi episodi di serie televisive degli anni 50 agli anni 70, per lo più ruoli di anziani o personaggi in età avanzata. Per la televisione, interpretò, tra gli altri, il ruolo di Mr. Finley in 7 episodi della serie televisiva Date with the Angels (1957-1958), di Gus il pompiere in 14 episodi della serie Ci pensa Beaver (1957-1962), di Jud Fletcher in diversi episodi della serie The Andy Griffith Show (1960-1966), di nonno Jenson in 3 episodi della serie Petticoat Junction (1968), di Justin Quigley in 4 episodi della serie Arcibaldo (1973-1976), più un altro episodio con un altro ruolo, e di Arthur Lanson, il corteggiatore e poi marito di Sally "Mother" Dexter, in 3 episodi della serie Phyllis (1976).
La sua ultima apparizione sul piccolo schermo avvenne nell'episodio Mother Dexter's Wedding della serie televisiva Phyllis, andato in onda il 6 dicembre 1976, mentre per il grande schermo l'ultima interpretazione risale al film western Baker's Hawk (1976), in cui interpretò un generale.
Sposò Frances Robina Woods Mustin. Morì a Glendale, in California, a 93 anni, il 28 gennaio 1977 e fu seppellito al Forest Lawn Memorial Park di Hollywood Hills.

## Filmografia

### Cinema
- L'assedio di Fort Point (The Last Outpost) (1951)
- Pietà per i giusti (Detective Story) (1951)
- Talk About a Stranger (1952)
- Difendete la città (The Sellout) (1952)
- Just Across the Street (1952)
- Il temerario (The Lusty Men) (1952)
- La frusta d'argento (The Silver Whip) (1953)
- Confessione di una ragazza (One Girl's Confession) (1953)
- Eroe a metà (Half a Hero) (1953)
- Hanno ucciso Vicki (Vicki) (1953)
- Notturno selvaggio (The Moonlighter) (1953)
- Un leone per la strada (A Lion Is in the Streets) (1953)
- Bella ma pericolosa (She Couldn't Say No) (1954)
- Zingaro (Gypsy Colt) (1954)
- La sete del potere (Executive Suite) (1954)
- Ti ho visto uccidere (Witness to Murder) (1954)
- La campana ha suonato (Silver Lode) (1954)
- La regina del Far West (Cattle Queen of Montana) (1954)
- Day of Triumph (1954)
- Il principe degli attori (Prince of Players) (1955)
- Ore disperate (The Desperate Hours) (1955)
- La rosa gialla del Texas (The Return of Jack Slade) (1955)
- Sangue caldo (Man with the Gun) (1955)
- L'alba del gran giorno (Great Day in the Morning) (1956)
- Edge of Hell (1956)
- Al centro dell'uragano (Storm Center) (1956)
- Quegli anni selvaggi (These Wilder Years) (1956)
- L'albero della vita (Raintree County) (1957)
- La legge del più forte (The Sheepman) (1958)
- Missili in giardino (Rally 'Round the Flag, Boys!) (1958)
- Sono un agente FBI (The FBI Story) (1959)
- A casa dopo l'uragano (Home from the Hill) (1960)
- Le avventure di Huck Finn (The Adventures of Huckleberry Finn) (1960)
- Biancaneve e i tre compari (Snow White and the Three Stooges) (1961)
- E il vento disperse la nebbia (All Fall Down) (1962)
- Le avventure di un giovane (Hemingway's Adventures of a Young Man) (1962)
- Professore a tuttogas (Son of Flubber) (1963)
- Quel certo non so che (The Thrill of It All) (1963)
- La notte del delitto (Twilight of Honor) (1963)
- The Misadventures of Merlin Jones (1964)
- La signora e i suoi mariti (What a Way to Go!) (1964)
- Contratto per uccidere (The Killers) (1964)
- Donne, v'insegno come si seduce un uomo (Sex and the Single Girl) (1964)
- Cat Ballou (1965)
- Cincinnati Kid (The Cincinnati Kid) (1965)
- 7 giorni di fifa (The Ghost and Mr. Chicken) (1966)
- Un maggiordomo nel Far West (The Adventures of Bullwhip Griffin) (1967)
- The Reluctant Astronaut (1967)
- A tutto gas (Speedway) (1968)
- The Shakiest Gun in the West (1968)
- A Time for Dying (1969)
- I seguaci di satana (The Witchmaker) (1969)
- Quel fantastico assalto alla banca (The Great Bank Robbery) (1969)
- Hail, Hero! (1969)
- La grande rapina di Long Island (Tiger by the Tail) (1970)
- Il magliaro a cavallo (Skin Game) (1971)
- Spruzza, sparisci e spara (Now You See Him, Now You Don't) (1972)
- Herbie il Maggiolino sempre più matto (Herbie Rides Again) (1974)
- Mame (1974)
- L'uomo più forte del mondo (The Strongest Man in the World) (1975)
- Train Ride to Hollywood (1975)
- Baker's Hawk (1976)

### Televisione
- The Adventures of Kit Carson – serie TV, un episodio (1951)
- Our Miss Brooks – serie TV, 4 episodi (1952-1955)
- Mio padre, il signor preside (The Stu Erwin Show) – serie TV, un episodio (1953)
- Gianni e Pinotto (The Abbott and Costello Show) – serie TV, episodio 1x23 (1953)
- Letter to Loretta – serie TV, 2 episodi (1953)
- Mayor of the Town – serie TV, un episodio (1954)
- Cavalcade of America – serie TV, un episodio (1954)
- Crown Theatre with Gloria Swanson – serie TV, un episodio (1954)
- The Public Defender – serie TV, 2 episodi (1954)
- Dragnet – serie TV, un episodio (1954)
- Papà ha ragione (Father Knows Best) – serie TV, un episodio (1954)
- Treasury Men in Action – serie TV, un episodio (1954)
- The Lone Wolf – serie TV, 2 episodi (1954)
- General Electric Theater – serie TV, 3 episodi (1955-1960)
- The Great Gildersleeve – serie TV, 5 episodi (1955)
- Il cavaliere solitario (The Lone Ranger) – serie TV, un episodio (1955)
- Fireside Theatre – serie TV, un episodio (1955)
- Le avventure di Rin Tin Tin (The Adventures of Rin Tin Tin) – serie TV, un episodio (1955)
- Tales of the Texas Rangers – serie TV, un episodio (1955)
- Jane Wyman Presents The Fireside Theatre – serie TV, 2 episodi (1956-1957)
- Lux Video Theatre – serie TV, 3 episodi (1956-1957)
- It's a Great Life – serie TV, un episodio (1956)
- Scienza e fantasia (Science Fiction Theatre) – serie TV, episodio 2x22 (1956)
- The Millionaire – serie TV, un episodio (1956)
- Crusader – serie TV, episodio 2x04 (1956)
- Date with the Angels – serie TV, 7 episodi (1957-1958)
- Il carissimo Billy (Leave It to Beaver) – serie TV, 14 episodi (1957-1962)
- State Trooper – serie TV, un episodio (1957)
- Studio 57 – serie TV, un episodio (1957)
- The Restless Gun – serie TV, episodio 1x23 (1958)
- The Gale Storm Show: Oh, Susanna! – serie TV, un episodio (1958)
- Maverick – serie TV, episodio 2x01 (1958)
- Cimarron City – serie TV, episodio 1x01 (1958)
- The Texan – serie TV, 3 episodi (1959-1960)
- Peter Gunn – serie TV, episodi 2x09-3x37 (1959-1961)
- Tombstone Territory – serie TV, un episodio (1959)
- Ai confini della realtà (The Twilight Zone) – serie TV, 2 episodi (1960-1962)
- The Many Loves of Dobie Gillis – serie TV, 4 episodi (1960-1963)
- The Andy Griffith Show – serie TV, 14 episodi (1960-1966)
- Mr. Lucky – serie TV, episodio 1x14 (1960)
- Overland Trail – serie TV, un episodio (1960)
- The Dennis O'Keefe Show – serie TV, un episodio (1960)
- Surfside 6 – serie TV, episodio 1x03 (1960)
- Ichabod and Me – serie TV, 3 episodi (1961-1962)
- Bonanza – serie TV, 4 episodi (1961-1966)
- Alfred Hitchcock presenta (Alfred Hitchcock Presents) – serie TV, un episodio (1961)
- Thriller – serie TV, episodio 2x09 (1961)
- Bus Stop – serie TV, episodio 1x09 (1961)
- Il dottor Kildare (Dr. Kildare) – serie TV, 3 episodi (1962-1964)
- Ben Casey – serie TV, 2 episodi (1962-1965)
- Io e i miei tre figli (My Three Sons) – serie TV, 4 episodi (1962-1970)
- Indirizzo permanente (77 Sunset Strip) – serie TV, episodio 4x17 (1962)
- Shannon – serie TV, un episodio (1962)
- The New Phil Silvers Show – serie TV, 3 episodi (1963-1964)
- The Dick Van Dyke Show – serie TV, un episodio (1963)
- L'ora di Hitchcock (The Alfred Hitchcock Hour) – serie TV, 2 episodi (1963)
- The Jack Benny Program – serie TV, 2 episodi (1964-1965)
- The Beverly Hillbillies – serie TV, 2 episodi (1964-1965)
- Carovane verso il west (Wagon Train) – serie TV, un episodio (1964)
- The Judy Garland Show – serie TV, un episodio (1964)
- The Outer Limits – serie TV, un episodio (1964)
- Destry – serie TV, un episodio (1964)
- Il virginiano (The Virginian) – serie TV, 2 episodi (1965-1968)
- Disneyland – serie TV, 2 episodi (1965-1969)
- Mickey – serie TV, un episodio (1965)
- The Joey Bishop Show – serie TV, un episodio (1965)
- Il fuggiasco (The Fugitive) – serie TV, un episodio (1965)
- No Time for Sergeants – serie TV, un episodio (1965)
- Hank – serie TV, un episodio (1965)
- Vita da strega (Bewitched) – serie TV, 3 episodi (1966-1971)
- I giorni di Bryan (Run for Your Life) – serie TV, episodio 1x15 (1966)
- Get Smart – serie TV, un episodio (1966)
- Camp Runamuck – serie TV, un episodio (1966)
- Summer Fun – serie TV, un episodio (1966)
- Corri e scappa Buddy (Run Buddy Run) – serie TV, un episodio (1966)
- Batman – serie TV, un episodio (1966)
- Pistols 'n' Petticoats – serie TV, un episodio (1966)
- Cimarron Strip – serie TV, 2 episodi (1967-1968)
- Dragnet 1967 – serie TV, 3 episodi (1967-1969)
- Agenzia U.N.C.L.E. (The Girl from U.N.C.L.E.) – serie TV, episodio 1x17 (1967)
- The Lucy Show – serie TV, 2 episodi (1967)
- CBS Playhouse – serie TV, un episodio (1967)
- I Monkees (The Monkees) – serie TV, 2 episodi (1967)
- Gomer Pyle: USMC – serie TV, un episodio (1968)
- Petticoat Junction – serie TV, 3 episodi (1968)
- Gunsmoke – serie TV, un episodio (1968)
- The Over-the-Hill Gang – film TV (1969)
- The Good Guys – serie TV, un episodio (1969)
- Love, American Style – serie TV, 3 episodi (1970-1973)
- Adam-12 – serie TV, 5 episodi (1970-1974)
- I nuovi medici (The Bold Ones: The New Doctors) – serie TV, un episodio (1970)
- La signora e il fantasma (The Ghost & Mrs. Muir) – serie TV, un episodio (1970)
- Marcus Welby (Marcus Welby, M.D.) – serie TV, un episodio (1970)
- La tata e il professore (Nanny and the Professor) – serie TV, un episodio (1970)
- The Over-the-Hill Gang Rides Again – film TV (1970)
- Arcibaldo (All in the Family) – serie TV, 5 episodi (1971-1976)
- The New Andy Griffith Show – serie TV, un episodio (1971)
- Mary Tyler Moore Show (Mary Tyler Moore) – serie TV, un episodio (1971)
- Mayberry R.F.D. – serie TV, un episodio (1971)
- O'Hara, U.S. Treasury – serie TV, un episodio (1971)
- Due onesti fuorilegge (Alias Smith and Jones) – serie TV, un episodio (1971)
- The Funny Side – serie TV (1971)
- La famiglia Brady (The Brady Bunch) – serie TV, un episodio (1973)
- Temperatures Rising – serie TV, un episodio (1973)
- Sanford and Son – serie TV, un episodio (1973)
- Here's Lucy – serie TV, un episodio (1973)
- Le strade di San Francisco (The Streets of San Francisco) – serie TV, un episodio (1973)
- Miracle on 34th Street – film TV (1973)
- Big Rose: Double Trouble – film TV (1974)
- Rhoda – serie TV, un episodio (1974)
- Squadra emergenza (Emergency!) – serie TV, 2 episodi (1975)
- Love Nest – film TV (1975)
- Mobile Two – film TV (1975)
- Switch – serie TV, un episodio (1975)
- Arthur Hailey's the Moneychangers (1976)
- Phyllis – serie TV, 3 episodi (1976)

## Doppiatori italiani
- Lauro Gazzolo in Il temerario
- Mario Corte in L'alba del gran giorno, Al centro dell'uragano